# Otto Schoch

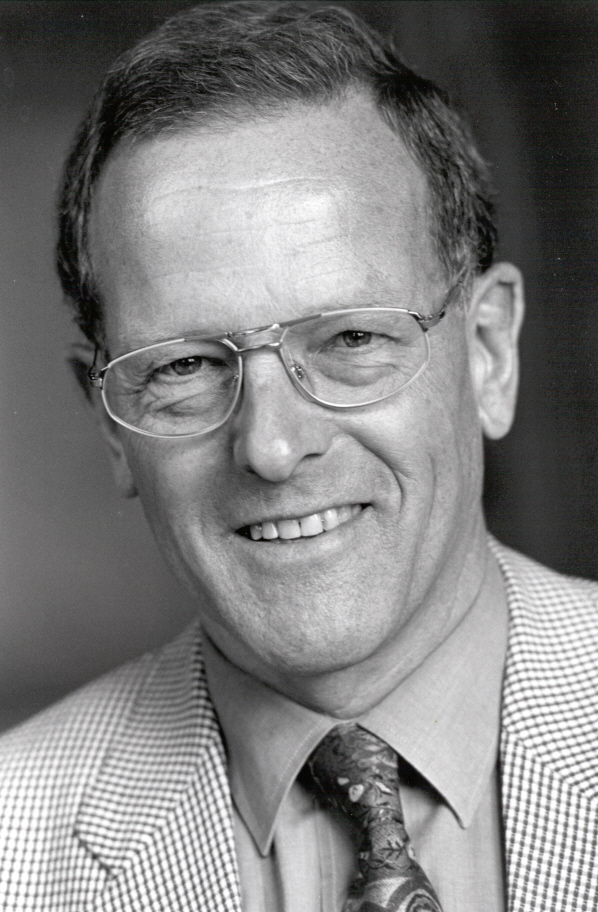
Otto Schoch (1995)

Otto Dagobert Schoch (* 1. Dezember 1934 in Herisau; † 5. Juli 2013 ebenda; heimatberechtigt in Herisau) war ein Schweizer Politiker (FDP).
Otto Schoch war ein Sohn von Dagobert Otto Schoch, Rechtsanwalt, und Susanna Luise Seeger. Er studierte Rechtswissenschaft an der Universität Zürich und wurde 1959 zum Dr. iur. promoviert. Im Jahr 1970 war er Mitbegründer und Teilhaber der Anwaltskanzlei Schoch, Auer & Partner in St. Gallen.
1969 wurde Otto Schoch erstmals in den Ausserrhoder Kantonsrat gewählt, dem er bis 1978 angehörte. Von 1983 bis 1997 vertrat er seinen Kanton im Ständerat, den er 1995 bis 1996 präsidierte. Er war Präsident der sicherheitspolitischen Kommission und setzte sich für die Revision des Krankenversicherungsgesetzes ein. Von 1998 bis 2005 war er Ombudsmann von Radio und Fernsehen DRS. Ab 1998 bis 2008 präsidierte er den Stiftungsrat der Stiftung Schweizerischer Bankenombudsmann. Von 1999 bis 2004 stand er der Humanitären Stiftung Schweizerisches Rotes Kreuz vor. 
Er war Mitglied der Zofingia. Im Militär hatte er den Rang eines Majors.